# طیر جبه
طیر جبه (به عربی: طیر جبة) یک روستا در سوریه است که در ناحیه مرکزی مصیاف واقع شده‌است. طیر جبه ۱٬۰۲۷ نفر جمعیت دارد.